# Lacharis crudelis
Lacharis crudelis är en ringmaskart som beskrevs av Johan Gustaf Hjalmar Kinberg 1865. Lacharis crudelis ingår i släktet Lacharis och familjen Goniadidae. Inga underarter finns listade i Catalogue of Life.